# Tunel Soroška
Tunel Soroška je plánovaný tunel na rychlostní silnici R2 v úseku Rožňava – Jablonov nad Turňou v Košickém kraji, který má celkovou délku 14,1 km. Tunel povede pod Jablonovským sedlem v Slovenském krasu. Dokumentace pro územní rozhodnutí pro tento úsek dálnice byla zpracována v roce 2013. V tomto stupni byl tunel Soroška řešen jako dvourourový, kategorie 2T-8,0 m. Na základě následného rozhodnutí Ministerstva dopravy a výstavby SR byla dokumentace pro stavební povolení zpracována pro jednorourový tunel kategorie T-8,0 se separátní únikovou štolou. Celková délka tunelu je 4248 m. Tunel bude budován kromě portálových částí také s mezistropem. V rámci bezpečnostně-stavebních úprav je navrhnuto 17 příčných propojení ve vzdálenosti max. 250 m a 5 oboustranných nouzových zálivů ve vzdálenosti max. 750 m. 
V prosinci 2019 byla vyhlášena soutěž na zhotovitele celého úseku Rožňava – Jablonov nad Turňou, včetně tunelu Soroška. Původní předpoklad vyhlášení vítěze, podpisu smlouvy a zahájení stavby byl v letech 2020 až 2021, doba výstavby měla být 5 let. Daný úsek včetně tunelu měl být realizován v polovičním profilu. V létě 2020 ministr dopravy oznámil, že s výstavbou tunelu se teď nepočítá. Národná diaľničná spoločnosť (NDS) má hledat možnosti zrušení stále probíhající soutěže na zhotovitele. Zrušení soutěže na zhotovitele je přípustné pouze za zákonem stanovených příčin, která má NDS podle ministra hledat. NDS zrušila soutěž 8. 7. 2020, příčinou má být špatně připravený projekt, absence stavebního povolení a neschopnost NDS odpovědět na otázky uchazečů, bez nutnosti úplného přepracování soutěžních podkladů. Zrušení soutěže se sebou nese významné riziko soudních sporů uchazečů se státem o náhradu škody. Aktuální předpoklad zahájení výstavby je po roce 2030.

## Technické údaje
V první etapě bude postavena jedna (levá) tunelová roura kategorie T-8. V místě plánované pravé tunelové roury bude v první etapě postavena úniková štola. Tento návrh je v souladu s návrhem celé rychlostní silnice, která je naprojektována v polovičním profilu s jednou tunelovou rourou v levém jízdním pruhu. Tunelová roura bude mít standardní uspořádání se šířkou únikových cest 1,0 m. Prvních 200 m a posledních 300 m v směru staničení je navržených bez mezistropu pro umístění proudových ventilátorů. Geometrie tunelu je v těchto úsecích stejná jako v části s mezistropem. Důvodem je požadovaná velikost proudových ventilátorů (průměr oběžného kola 1,5 m) a z toho vyplývající požadovaná stavební výška 2,1 m. V tunelu je navrženo 5 nouzových zálivů. Všechny jsou řešeny jako oboustranné. Vzhledem k velmi rozdílným geotechnickým kategoriím, zastiženým v trase tunelu, je navrženo 5 vystrojovacích tříd. Tunel bude ražen s protiklenbou (portálové úseky a místa s nejméně kvalitními horninami v trase) a také bez protiklenby. Pro ražení zálivů, které reprezentují 6 % délky tunelu, jsou navrženy dvě vystrojovací třídy. Rozsah vystrojovacích tříd je determinován znalostí horninového prostředí, které vyplývá z inženýrskogeologického a hydrogeologického průzkumu. Vzhledem k topografii území je možnost dalšího geologického průzkumu z povrchu velmi limitovaná. Proto se projektant shoduje se závěry inženýrskogeologického průzkumu, konkrétně s doporučeným využitím únikové štoly jako průzkumné, před zahájením razících prací v severní tunelové rouře. Větrací šachta v hloubce 239 metrů bude tunelu sloužit pro odvod dýmu z tunelu v případě požáru nebo kongesce. V průběhu běžného provozního větrání nebude šachta využívána. Tím dojde k minimalizaci environmentálních dopadů, jelikož je šachta vyústěna v chráněném území NATURA 2000. Šachta bude spojena s mezistropem tunelové roury pomocí horizontálního větracího propojení o délce 67,5 m. Větrací systém je navržen s bodovým odsáváním přes větrací klapky. Očekávaná intenzita dopravy je relativně nízká a nedosahuje takové úrovně, aby bylo potřebné doplňování čerstvého vzduchu do tunelu. Nejvýhodnější větrací systém pro tunel Soroška je tak kombinací podélného větrání s bodovým odsáváním.

## Úniková štola
V průběhu přípravy dokumentace pro stavební povolení došlo k významné změně technického řešení a tunel je nově navržen pouze jako jednorourový s obousměrným provozem. Tato skutečnost vyžaduje realizaci únikové štoly, která bude vyražena v trase druhé (pravé) tunelové roury. V smyslu STN 73 7507 má úniková štola sloužit jako únikový koridor pro pěší. Na základě tohoto požadavku byl navržen profil (gabarit) o rozměrech 2,0 × 2,4 m. Prostor je vyhovující také pro občasný průjezd obslužné techniky. Ostění štoly je navrženo dvojplášťové, a to primární a sekundární. Tím je zaručena stabilita únikové štoly v průběhu celé životnosti tunelu. Úniková štola má samostatný systém odvedení drenážních vod, protože je umístěna níže, než levá tunelová roura.